# Felipe Massa
Felipe Massa (São Paulo, Brasil; 25 de abril de 1981) es un piloto de automovilismo brasileño. Ha obtenido 11 victorias, 41 podios, 16 poles y 15 vueltas rápidas en 272 Grandes Premios de Fórmula 1, resultó subcampeón en 2008, tercero en 2006, cuarto en 2007, y sexto en 2010 y 2011 con la escudería Ferrari, y en 2015 con el equipo Williams. Luego disputó dos temporadas de la Fórmula E, logrando un podio en el e-Prix de Mónaco de 2019. Actualmente compite en el Stock Car Brasil.
A fines de 2017, Massa fue nombrado presidente de la Comisión Internacional de Karting de la Federación Internacional del Automóvil.

## Trayectoria

### Inicios
Felipe Massa se inició en el mundo del motor a los nueve años de edad, cuando empezó a participar en los karts, finalizando cuarto en su primera temporada. Su experiencia en esa categoría prosiguió durante 7 años en campeonatos nacionales e internacionales, hasta que en 1998 partió hacia la Fórmula Chevrolet. En su primera temporada en la categoría finalizó quinto y, al año siguiente, ganó 3 de las 10 carreras y obtuvo el título.
En 2000 partió hacia Europa para competir en la Fórmula Renault italiana, obteniendo ese título y el de la Fórmula Renault Europea en el mismo año. A pesar de tener una oportunidad de pasar a la Fórmula 3, optó por competir en Euro Fórmula 3000 en 2001, en donde mostró un dominio abrumador al ganar 6 de las 8 carreras para llevarse el campeonato con el equipo Draco Racing. Tras ello, le fue ofrecida una butaca como piloto de pruebas en la escudería Sauber.

### Fórmula 1

#### Sauber (2002, 2004-2005)

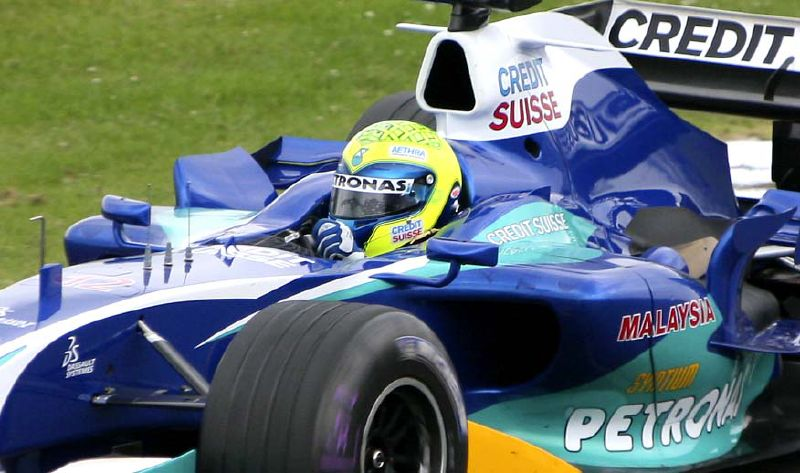
Massa pilotando para Sauber durante el Gran Premio de Gran Bretaña de 2005

Tras mostrar buenas sensaciones en los ensayos con Sauber, la escudería le contrató como piloto titular para la temporada 2002, junto a Nick Heidfeld. A pesar de demostrar condiciones para competir en la máxima categoría, Massa cometió varios errores y se fue fuera de pista en más de una ocasión. No obstante, logró obtener 4 puntos en el campeonato, incluyendo un quinto puesto en el Gran Premio de España en el Circuito de Barcelona-Cataluña.
Tras ser reemplazado por Heinz-Harald Frentzen, partió hacia Ferrari como piloto de pruebas. Una vez más, sus buenos resultados en los ensayos hicieron que Peter Sauber volviera a requerir sus servicios en 2004, esta vez junto al italiano Giancarlo Fisichella. Massa, pese a tener una temporada irregular al principio, con algunos errores, tuvo una buena segunda mitad de campeonato, obteniendo 12 de los 34 puntos del equipo en todo el año, y alcanzando un cuarto puesto en el Gran Premio de Bélgica. Felipe permaneció en la escudería suiza en 2005, compartiendo la titularidad del equipo con el excampeón Jacques Villeneuve, y logrando sumar más puntos en la temporada. Su mejor resultado fue un cuarto puesto en Canadá.

### Ferrari (2006-2013)

#### 2006
Ferrari confirmó el fichaje de Massa para 2006 en sustitución del también brasileño Rubens Barrichello, pero tuvo un inicio complicado en el que le costó adaptarse al monoplaza y además se mostró limitado en su papel de escudero de Michael Schumacher. Pese a ello, Massa consiguió varios podios y dos victorias en el Gran Premio de Turquía de 2006 y en el Gran Premio de Brasil de 2006, convirtiéndose en el quinto piloto brasileño, después de Ayrton Senna, Emerson Fittipaldi, Nelson Piquet y José Carlos Pace, en vencer en su propio país, además de tres poles (Turquía, Japón y Brasil). Finalizó tercero el Mundial de F1 con 80 puntos, por delante del que fue compañero suyo en Sauber, Giancarlo Fisichella, y de Kimi Räikkönen.

#### 2007

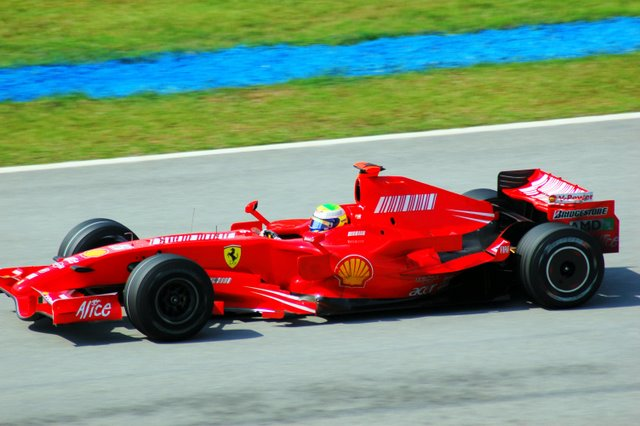
Massa con su F2007 en el Gran Premio de Malasia de 2007

En la temporada 2007, Massa tuvo como compañero en Ferrari al piloto finlandés Kimi Räikkönen, con el que intentarán recuperar el título para la mítica marca italiana.
Tras un inicio titubeante por parte de Felipe (un problema técnico el sábado y un error de pilotaje le impidieron subir al podio en las primeras carreras), en el Gran Premio de Baréin de 2007 y el Gran Premio de España de 2007, Massa logra dos victorias consecutivas de forma clara que le reenganchan a la pelea por el título. Posteriormente, consiguió buenos resultados, con la salvedad de una descalificación en Canadá y una carrera para olvidar en Hungría. Felipe ganó su tercera carrera en el Gran Premio de Turquía de 2007. Pero tras abandonar en Italia y no poder vencer en Bélgica, un sexto puesto en una caótica carrera en Fuji le dejó sin posibilidades de ser campeón. Al final, en la última carrera en Interlagos, y tras renovar con Ferrari, Massa permite que su compañero Räikkönen le adelante, gane la carrera y se lleve también el mundial. No obstante, Felipe mostró ser un rival a la altura de Räikkönen en muchas carreras, como quedaría claro al año siguiente.

#### 2008
Massa debuta en 2008 con una mala carrera en Australia, saliendo desde la cuarta plaza. En la primera curva, el brasileño hizo un trompo que le valió colisionar contra el muro; aunque pudo continuar la carrera, el trompo le obligó a pasar por boxes, perdiendo toda opción de podio. Más tarde, colisionaría con el RB4 de David Coulthard. El escocés abandonó, pero Massa pudo continuar la carrera; sin embargo, unas cuantas vueltas más tarde, sufrió una rotura de motor que provocó su abandono. En el Gran Premio de Malasia Massa continuó con su nefasto inicio de año. Tras marcar la pole position por delante de su compañero de equipo Kimi Räikkönen, comandó la carrera hasta la primera parada en boxes, donde fue superado por el campeón finlandés. Finalmente, en la vuelta 30, cometió un error de conducción y se salió de la pista quedando atrapado en la grava, y así sumó otra carrera sin lograr puntos. En el Gran Premio de Baréin, a Massa se le escapó la pole por un error en los segundos finales, siendo el polaco Robert Kubica quien consiguiera la primera pole de su carrera deportiva. En carrera Kubica hizo una mala salida y Massa le pasó, llevándose la victoria con autoridad.

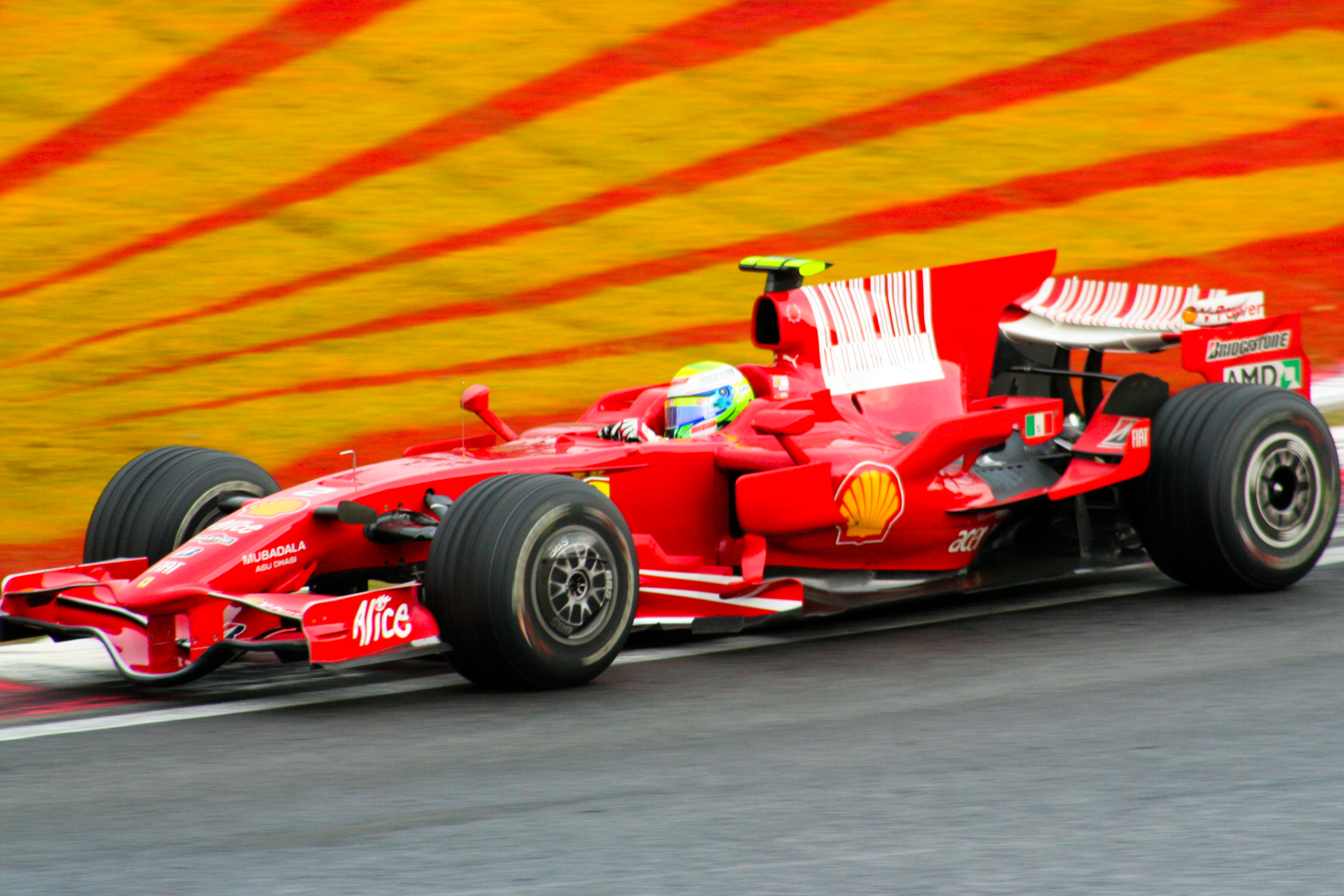
Massa durante el Gran Premio de Brasil de 2008, donde ganó la carrera pero no pudo coronarse campeón

En el Gran Premio de España de 2008, partió en la tercera posición de la parrilla, por detrás de Räikkönen y de Fernando Alonso. Finalizó la carrera en segunda posición, sin poder dar caza a su compañero en toda la prueba, pero situándose cuarto en la clasificación general de pilotos. En Turquía, Felipe consigue la victoria, en una carrera en la que Ferrari pudo conseguir otro doblete, pero Räikkönen lo "impidió" al ser superado por Lewis Hamilton, cosa que hizo que el británico se intercalase entre ambos. En Mónaco, Massa no logra rentablizar la pole y acaba tercero en una complicada carrera bajo la lluvia. En el Gran Premio de Canadá, Felipe acaba quinto, tras protagonizar una gran remontada desde las últimas posiciones cuando la carrera ya estaba avanzada. Posteriormente, en Magny-Cours, ganó la carrera y se aupó al liderato, siendo el primer brasileño en hacerlo desde Ayrton Senna en Mónaco 1993. Luego, en Silverstone, bajo la lluvia, Massa no logra puntos porque dio 5 trompos, y es alcanzado en el liderato por Lewis Hamilton y Kimi Räikkönen.
Luego, en Hockenheim, finaliza tercero y supera a su compañero en la tabla, aunque se aleja del inglés. En Hungría su motor le dejó tirado a falta de solo tres vueltas. Sin embargo, el brasileño reaccionó y realizó una impecable actuación en el Gran Premio de Europa consiguiendo su tercer clean sweep en Fórmula 1: la pole position, la vuelta rápida y la victoria. Posteriormente, en el mítico circuito de Spa, consiguió hacerse con la segunda posición después del abandono de Kimi Räikkönen; y horas más tarde la FIA decidió sancionar a Lewis Hamilton (ganador en pista) añadiendo 25 segundos a su tiempo final por maniobras antideportivas, lo que hizo que Massa pasara a ser el ganador de la carrera, otorgándole los 10 puntos y quedándose a tan solo 2 puntos del líder. Tras el Gran Premio de Italia, la diferencia se reduciría a un punto. Sin embargo, tras el Gran Premio de Singapur, con un fallo calamitoso del equipo en el repostaje, el margen se ensanchó hasta los siete. En Fuji, Massa redujo la diferencia en dos unidades, las mismas que le recuperó Lewis Hamilton en China. En el Gran Premio de Brasil, Massa gana la carrera, pero solo duró 15 segundos siendo campeón mundial, ya que Hamilton finalizó en 5.º lugar, tras adelantar en la última curva al piloto de la escudería Toyota, Timo Glock. Sin embargo, el gran año de Massa le hizo ganarse el respeto de la gente.

#### 2009

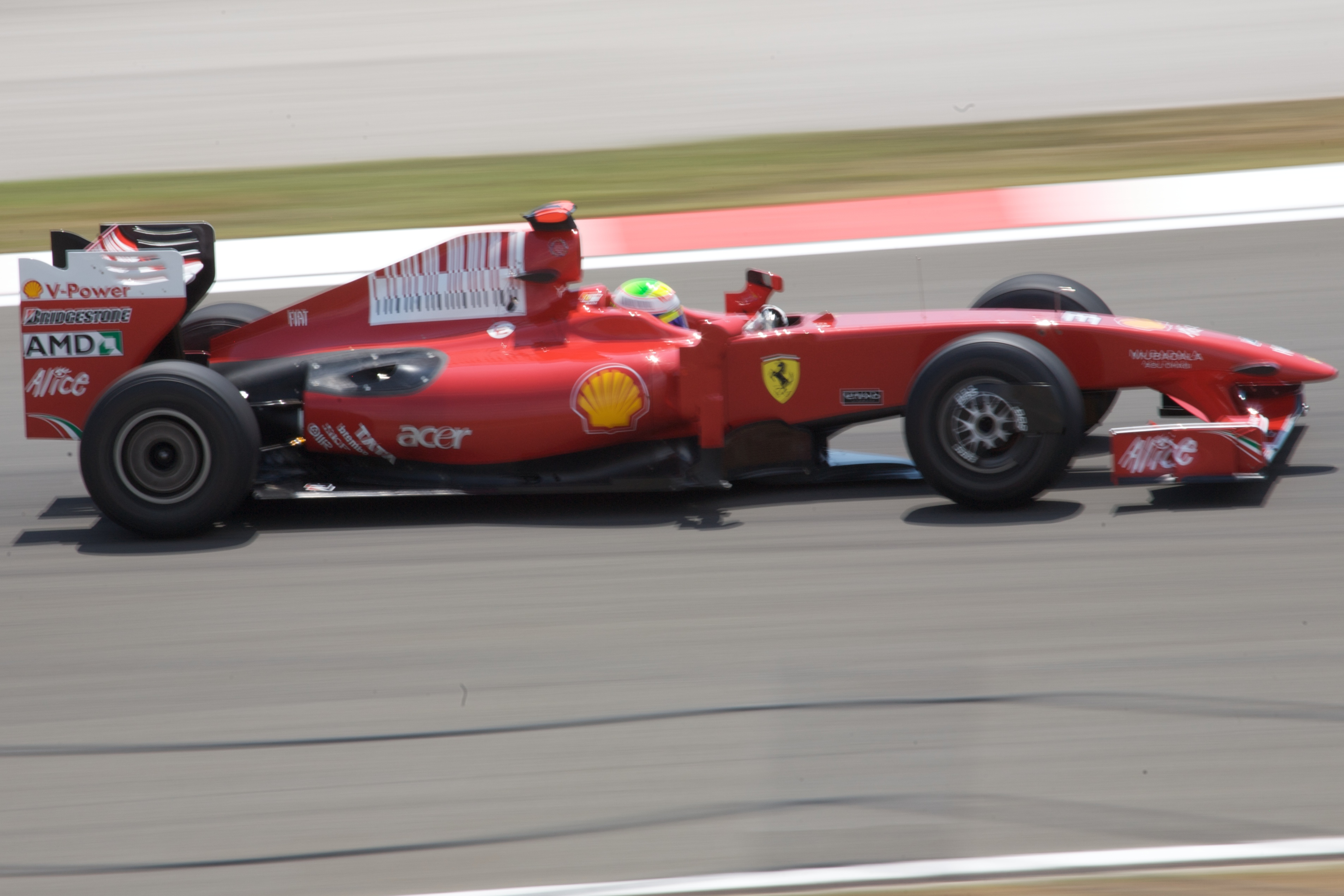
Felipe en el GP de Turquía de 2009

Felipe tenía ciertas esperanzas de que 2009 fuese su año tras haber estado tan cerca del título. Sin embargo, Felipe realizó uno de los peores arranques de campeonato, sin poder puntuar en Melbourne (problema hidráulico), Sepang (suspensión de la carrera), Shanghái (problema eléctrico) y Sakhir (por varios toques). Además, la suerte no acompañaba a Massa, a quien un error de repostaje en Montmeló le dejó sin podio, aunque no sin puntos (fue sexto). Eso sí, en las siguientes carreras comenzó a encontrar el rumbo, 4.º en Mónaco, 6.º en Estambul y 4.º en Silverstone. Sin embargo, justo cuando ya había encontrado el punto al F60 (después de quedar tercero en Alemania, su mejor resultado de la temporada), la mala suerte se volvió a cruzar en su camino. Durante la segunda ronda de clasificación del Gran Premio de Hungría de 2009, Massa sufrió un fuerte accidente al ser golpeado en la cabeza por un resorte del amortiguador trasero izquierdo del coche de su compatriota de Brawn GP, Rubens Barrichello; mientras Felipe transitaba por la zona más rápida de Hungaroring, lo que ocasionó que quedara inconsciente y siguiera recto estrellándose contra las protecciones. Posteriormente, fue trasladado en helicóptero al hospital AEK de Budapest, en donde se reveló que Massa tenía un corte en la frente, una lesión en la parte izquierda de su cráneo y una conmoción cerebral, motivo por el cual tuvo que ser sometido a una operación que fue calificada de exitosa. Por este motivo, Massa no disputó el Gran Premio de Hungría. Massa no tardaría en progresar positivamente en lo que a su estado físico se refiere, en cuanto a sus habilidades, es obvio si nos basamos en los resultados que no es el mismo después del accidente. Su excompañero en Ferrari en 2006, Michael Schumacher, fue designado encargado de sustituir a Felipe Massa durante su baja desde el Gran Premio de Europa. Sin embargo, por lesiones en el cuello sufridas en una caída en moto, Schumacher no pudo sustituir finalmente a Massa, quedando Luca Badoer, piloto probador del equipo Ferrari, y posteriormente el piloto italiano de Force India Giancarlo Fisichella (tras el Gran Premio de Bélgica de 2009) como sustitutos de Felipe. No volvió a competir en la Fórmula 1 hasta la temporada 2010. En septiembre, Felipe anunció que quería regresar en el Gran Premio de Brasil, en el final de la temporada 2009, pero finalmente Felipe regresó a las pistas en la primera carrera de la temporada 2010.

#### 2010

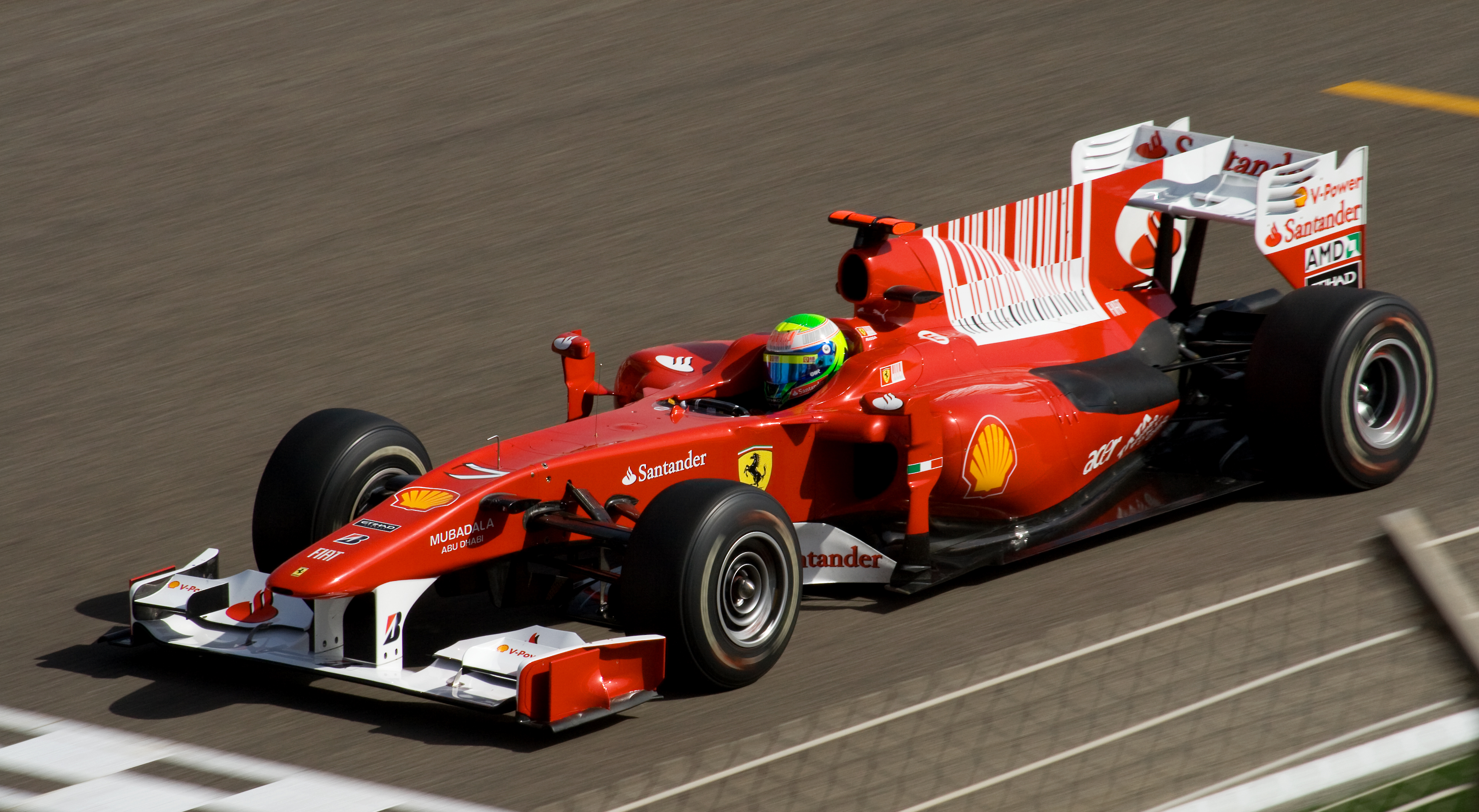
Massa volvió a la competición con un segundo puesto en Baréin.

Massa inicia 2010 y su regreso a la competición con buen pie, al quedar 2° en Sakhir, por detrás de su compañero Fernando Alonso haciendo el primer doblete de la temporada para el equipo. En Melbourne, Massa logra otro podio, acabando en tercera posición. En Malasia, acaba 7° tras empezar en las últimas posiciones debido a un error de la escudería el sábado, y consigue el liderazgo del mundial. Sin embargo, en China, en una complicada carrera, queda 9° después de que Alonso le adelantara en la entrada en boxes, perdiendo con esta posición el liderato del mundial.

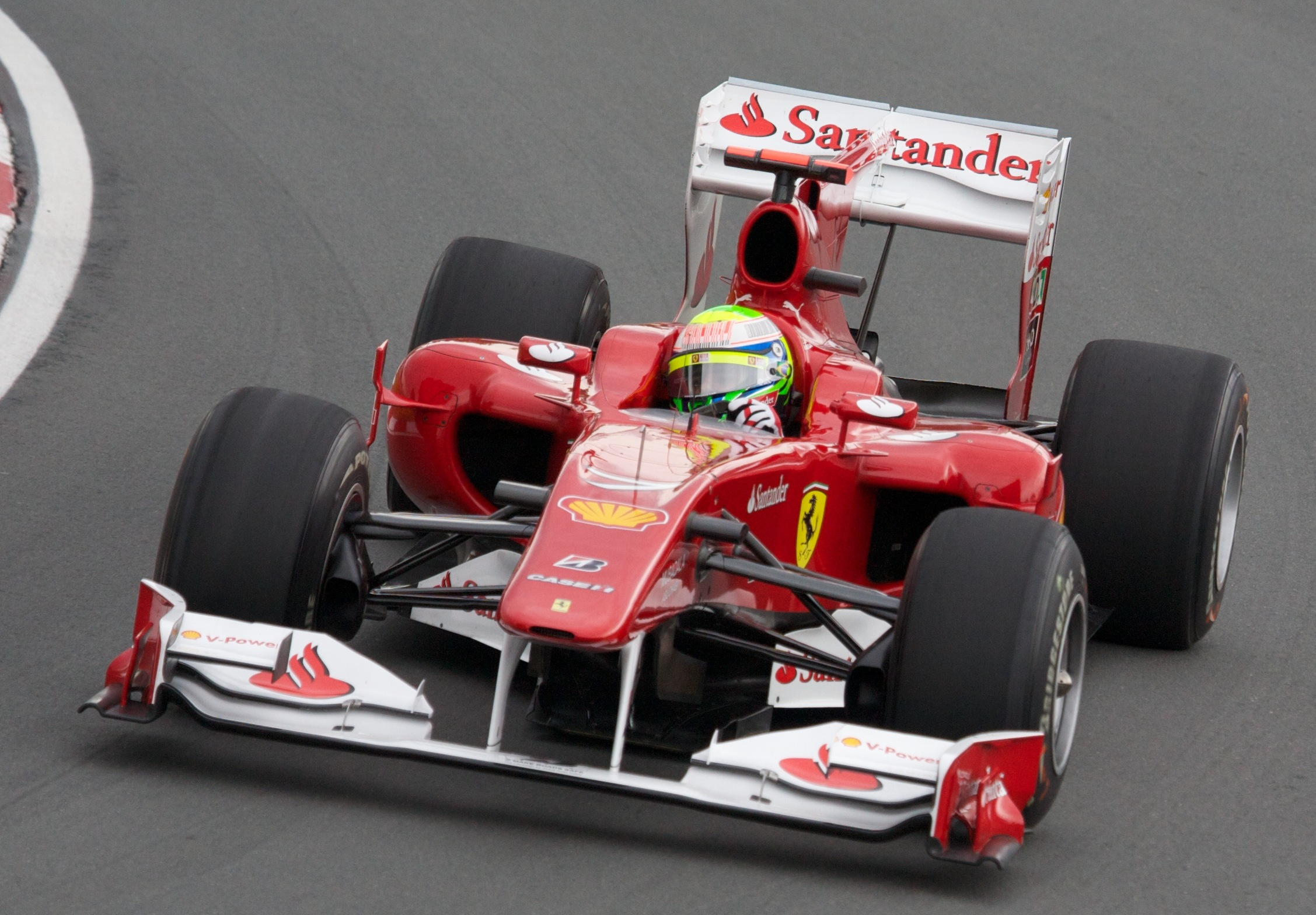
Massa conduciendo su F10 en Canadá.

En el GP de España, en el inicio de la temporada europea, Massa solo puede acabar 6°. En Mónaco mejora y finaliza 4°. En GP de Turquía, Felipe vuelve a tener problemas con el coche y es 7°. En Canadá, Massa se clasificó sexto después de que Mark Webber fuera penalizado 5 puestos por cambiar la caja de cambios. Sin embargo, la carrera no fue positiva para Felipe: en la primera curva se toca con Vitantonio Liuzzi perdiendo el alerón y regresando a la carrera último. Felipe remonta posiciones hasta las últimas vueltas, aunque finalmente, tratando de pasar a Michael Schumacher, el alemán lo cierra contra el muro, y vuelve a romper el alerón, perdiendo sus opciones de puntuar tras una remontada desde el 23° puesto hasta el 10°. Finalmente, Massa acaba la carrera en el puesto 15°. En Valencia, rodando en posiciones delanteras y con opciones de podio, la salida del coche de seguridad arruina su tarde y le hace acabar 11°. En Silverstone, un mal comienzo (contacto con Alonso, que no le cedió la posición) y un posterior trompo le llevan a acabar 15° después de entrar en boxes dos veces por 2 pinchazos.
En Alemania, Massa vuelve a brillar y obtiene el 2° puesto después de ser adelantado por su compañero de equipo ante órdenes de equipo. La FIA sancionó por esta maniobra a la escudería Ferrari con 100.000$. En Hungaroring y Spa, el brasileño consigue acabar 4°. En Monza, Felipe sale 3° y acaba en la misma posición, muy de cerca a los dos primeros y con oportunidad de ganar, pero su parada en boxes fue más lenta que la de su compañero, lo que no le permitió salir primero. En Marina Bay, Massa sale último por una avería en su coche, pero consigue remontar y llega 10°. Sin embargo, debido a las sanciones de Adrian Sutil y Nico Hülkenberg, acaba la carrera 8°. En Suzuka, Massa sufre su primer abandono de la temporada al colisionar con Vitantonio Liuzzi. En Corea vuelve al buen nivel y acaba 3°. En Brasil se clasifica en el 9° puesto. En carrera, un error en su primera parada y un toque con Sébastien Buemi le llevan a acabar 15°. En Abu Dabi, en su primer pit stop, sale por detrás de Jaime Alguersuari, pero no consigue adelantarle y acaba 10°, por detrás de él.
Massa cerró 2010 sin victorias, sin pole position y con 5 podios en uno año difícil. El piloto expresó que su bajo rendimiento durante la temporada se debió en parte al comportamiento de sus neumáticos.

#### 2011

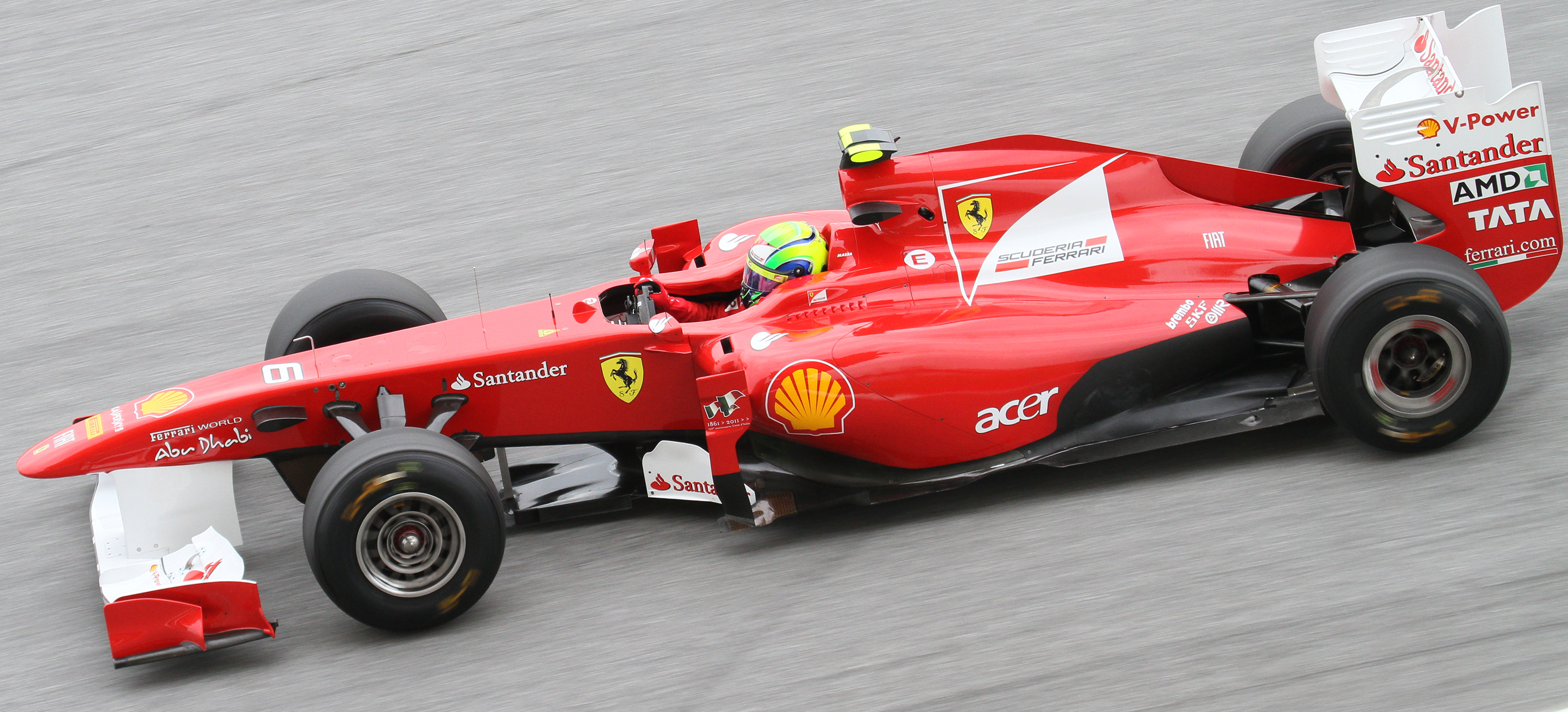
Felipe Massa al volante del Ferrari 150º Italia

Pese a estar lejos de las prestaciones de su compañero Fernando Alonso, Massa sigue con Ferrari en 2011.
En las primeras carreras, tanto Felipe como su monoplaza no dan el rendimiento esperado, siendo su mejor resultado un 5.º puesto en Malasia. Posteriormente, al llegar a Europa, el piloto encadena tres carreras consecutivas sin puntuar, con 2 abandonos. Pero Massa volvió a la buena forma y encadenó diez GGPP seguidos acabando en el top ten, aunque nuevamente por detrás de Fernando Alonso. En el debut del GP de la India, Massa abandona otra vez por romper la suspensión delantera. Felipe acabó el año con otros dos quintos puestos, sin poder subir al podio en toda una temporada por primera vez desde 2005, cuando aún pilotaba para Sauber.

#### 2012

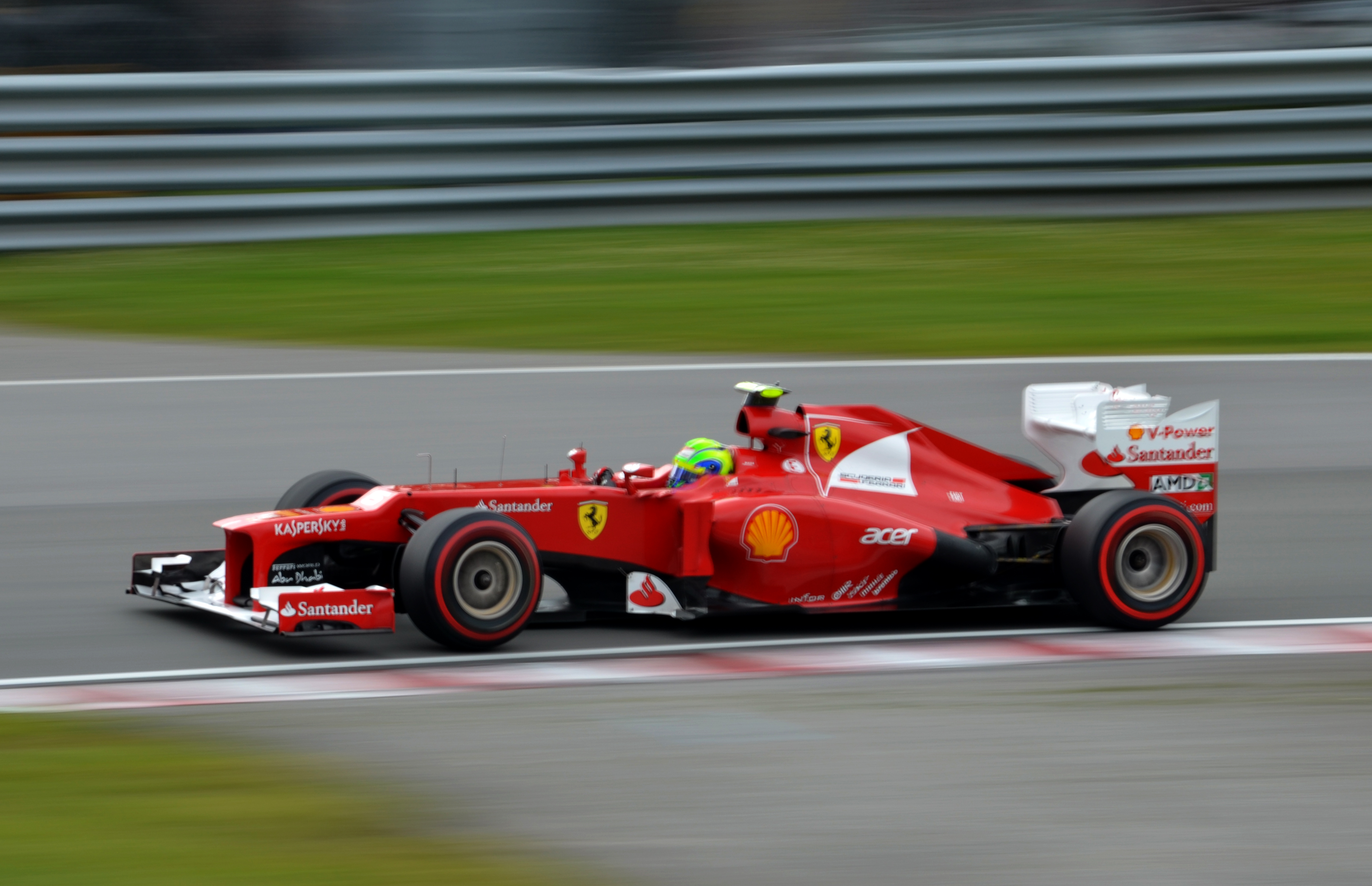
Massa en el GP de Canadá

Massa se enfrentaba a un 2012 de gran importancia para su futuro, ya que este año vencía su contrato y para renovarlo los dirigentes le pedían que mejorara su rendimiento. Eso hizo que los medios especularan con la llegada de un nuevo piloto a la Scuderia. El brasileño alimentaba esos rumores al sufrir un duro comienzo de temporada con un F2012 que no era nada competitivo, al no poder puntuar hasta la cuarta carrera en Baréin.
Pero a partir de Mónaco, Massa va mejorando. En Silverstone consigue su mejor resultado del año (4.º), en Bélgica consigue hacer una gran carrera y acaba 5.º y en Italia repite el 4.º puesto. Finalmente, tras casi dos años y 35 carreras, Massa logra volver al podio al terminar 2.º en Suzuka. Otro buen trabajo en Corea propicia su renovación por un año más con la Scuderia luego de no adelantar a Fernando por órdenes de equipo, cuando el ritmo del brasilero era mayor y aspiraba a un nuevo podio. Finalmente, cierra la temporada en esa línea positiva entre lágrimas ante su afición quedando en el tercer escalón del podio en Interlagos.

#### 2013

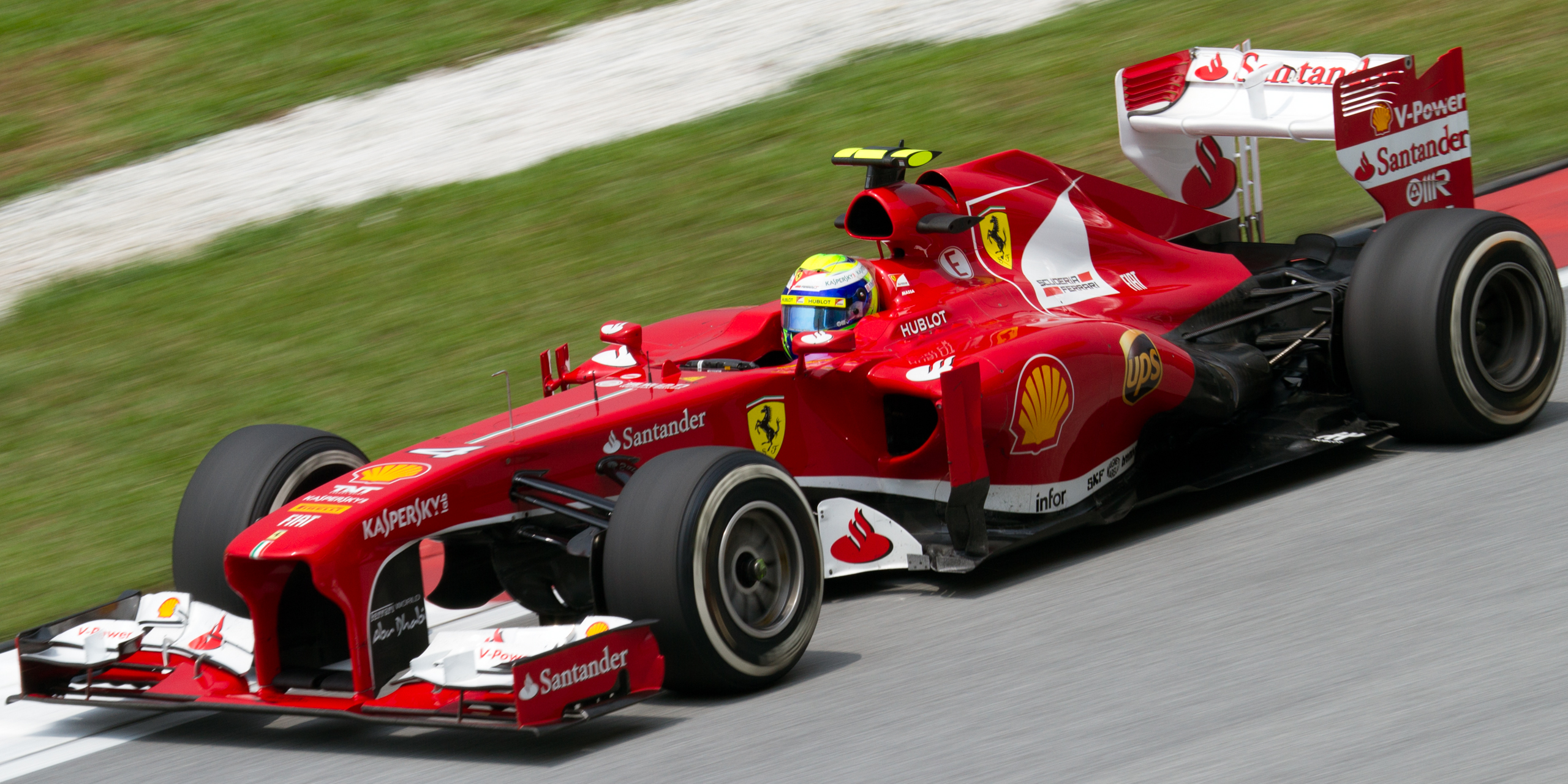
Felipe al volante del Ferrari F138

Tras acabar la pasada temporada con buenas sensaciones, Massa comenzó el año también a pleno rendimiento y terminó 4.º en Australia, aunque quizás con otra estrategia hubiera podido llegar al podio. Sin embargo, se convirtió en el piloto de Ferrari que más carreras encadena sin ganar: 68.
En China, después de una gran salida donde superó Kimi Räikkönen y tras pasar a Lewis Hamilton, una mala estrategia y un bajón inesperado de rendimiento del F138 lo dejan en el 6° Puesto. En el GP de Baréin sufre dos pinchazos que lo condenan al 15.° puesto. En España, acaba la clasificación en 6.° puesto pero fue sancionado por 3 puestos por "estorbar" a Mark Webber en su vuelta lanzada. Desde la 9.ª posición, realiza primero una gran salida, escalando hasta el 6.° puesto en la primera vuelta y colocándose 4.° unas vueltas después. Realiza una gran carrera y gracias a una buena estrategia de Ferrari, termina 3° tras salir desde la quinta fila de la parrilla, cosechando así su primer podio en 2013. En Mónaco sufre un accidente en los últimos libres que le impide participar en la clasificación, por lo que sale último. En carrera remonta hasta la 16ª posición y por un fallo en la suspensión, sufre un nuevo accidente calcado al de los últimos libres, quedando con algunas molestias en la espalda aunque no tuvo ninguna contusión grave. En Canadá, Massa muestra buen rendimiento pero la suerte vuelve a jugarle otra mala pasada al piloto brasileño y sufre un accidente en la Q2, lo que le obliga a salir 16°. En carrera realiza una buena remontada y acaba 8° por delante de Kimi Räikkönen. En Nürburgring, tiene que abandonar tras hacer un trompo y establece un nuevo récord de carreras sin ganar para un piloto de la Scuderia (77). En Italia, consigue acabar 4.º tras salir desde la misma posición, convirtiéndose en el tercer piloto que más carreras ha disputado con un equipo. Finalmente después del GP de Brasil acaba saliendo de la Scuderia Ferrari para fichar por Williams para 2014.

### Williams (2014-2017)

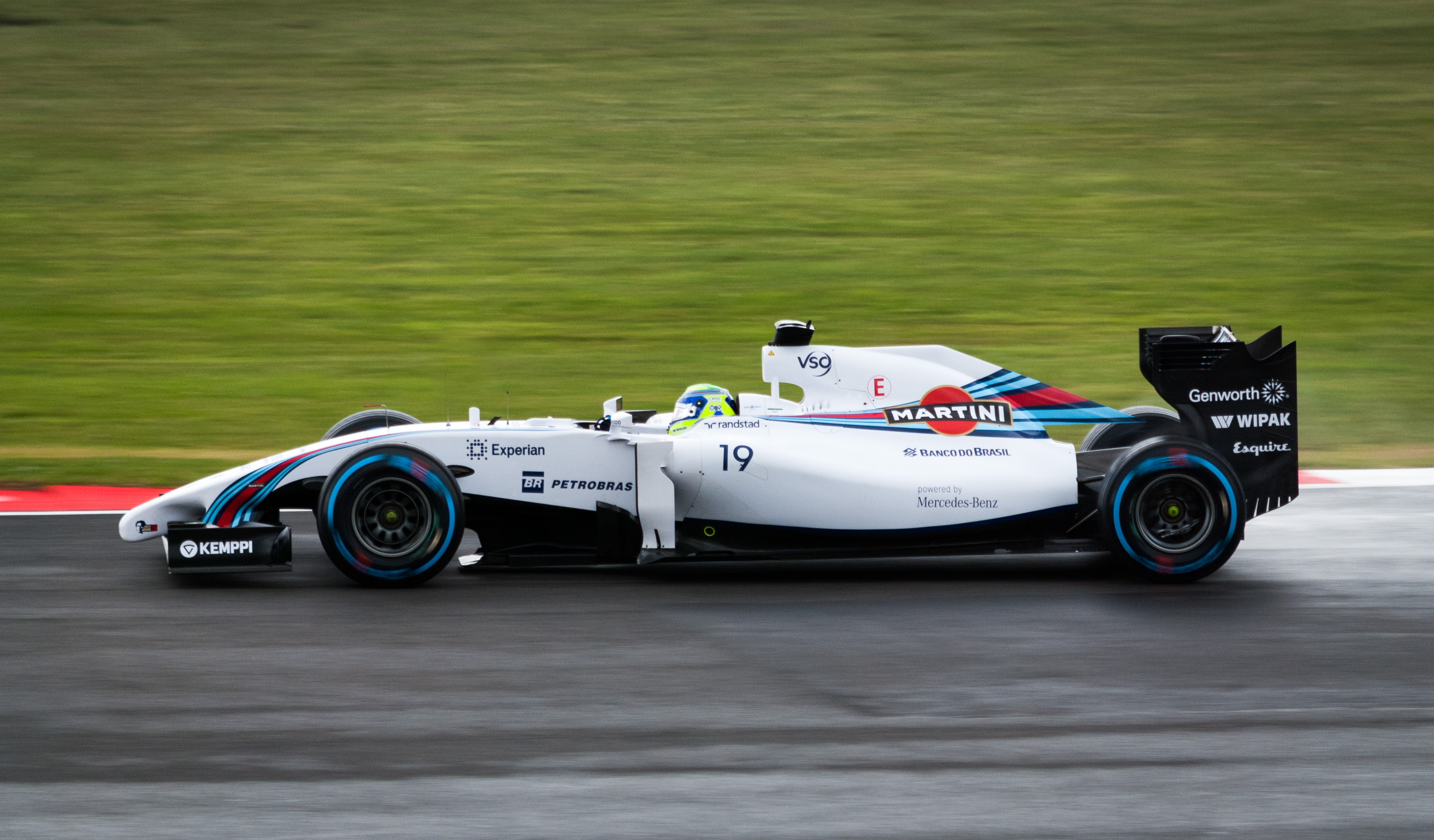
Felipe Massa en el Gran Premio de Gran Bretaña en 2014

En septiembre de 2013, Massa anuncia que no sería piloto de Ferrari en 2014. Dos meses más tarde, Williams confirmó al brasileño como nuevo piloto para 2014.

#### 2014
Massa sufrió un desafortunado comienzo de temporada en Australia, cuando se retiró después de ser golpeado por el Caterham de Kamui Kobayashi. Sin embargo, aunque logró la pole position en el Gran Premio de Austria, siendo su primera desde el Gran Premio de Brasil de 2008 y terminó cuarto en la carrera, solo obtuvo 4 resultados puntuables en las primeras 10 carreras y tuvo choques en Montreal, Silverstone y Hockenheimring, con Sergio Pérez, Kimi Räikkönen y Kevin Magnussen, respectivamente. Después, en la segunda parte de la temporada, fue confirmado para el año siguiente y obtuvo 3 podios en Monza, Interlagos y Abu Dabi, un cuarto puesto, dos quintos, y un séptimo, finalizando la temporada séptimo en el campeonato.

#### 2015

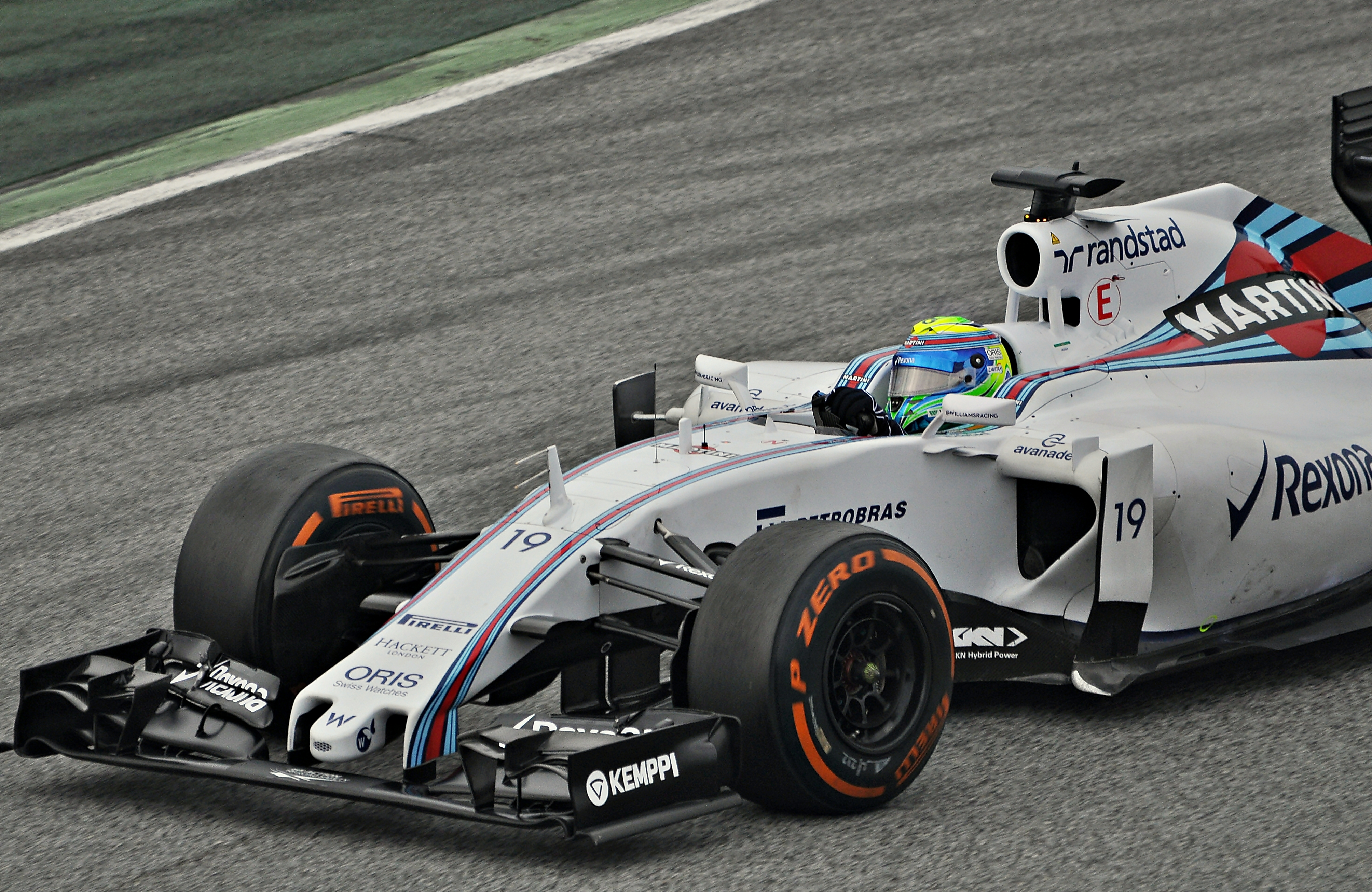
Felipe Massa en 2015

Massa comenzó el 2015 finalizando 4.º en el GP de Australia, siguió puntuando hasta el Gran Premio de Mónaco. En los Grandes Premios de Austria e Italia, Massa quedó 3.º, consiguiendo sus últimos podios en la Fórmula 1. En el Gran Premio de Brasil, Massa fue descalificado de la carrera por tener sus neumáticos 20 °C más calientes de lo permitido en la salida. Terminó el mundial en 6.º lugar con 121 puntos, por detrás de su compañero de equipo Valtteri Bottas que acabó 5.º con 136 puntos.

#### 2016
Massa comenzó 2016 con seis carreras seguidas puntuando, logrando dos 5.º puestos en los Grandes Premios de Australia y de Rusia, que serían sus mejores resultados el resto de la temporada. En Canadá tuvo que retirase por problemas de motor. En las 14 carreras restantes, Massa puntuó en 7 de ellas, anotando un 7 puesto en Estados Unidos como mejor resultado. Acabó 11.º en el campeonato con 53 puntos, superado por su compañero Valteri Bottas por tercer año consecutivo, Bottas quedó 8.º con 85 puntos.
El 1 de septiembre de 2016, Felipe Massa anunció que abandonará Williams y se retiraría de la Fórmula 1 a final de temporada. Pero en enero de 2017, luego de que su excompañero de escudería fichara por Mercedes, Massa regresó para sustituirle en Williams, siendo compañero del canadiense Lance Stroll.

#### 2017

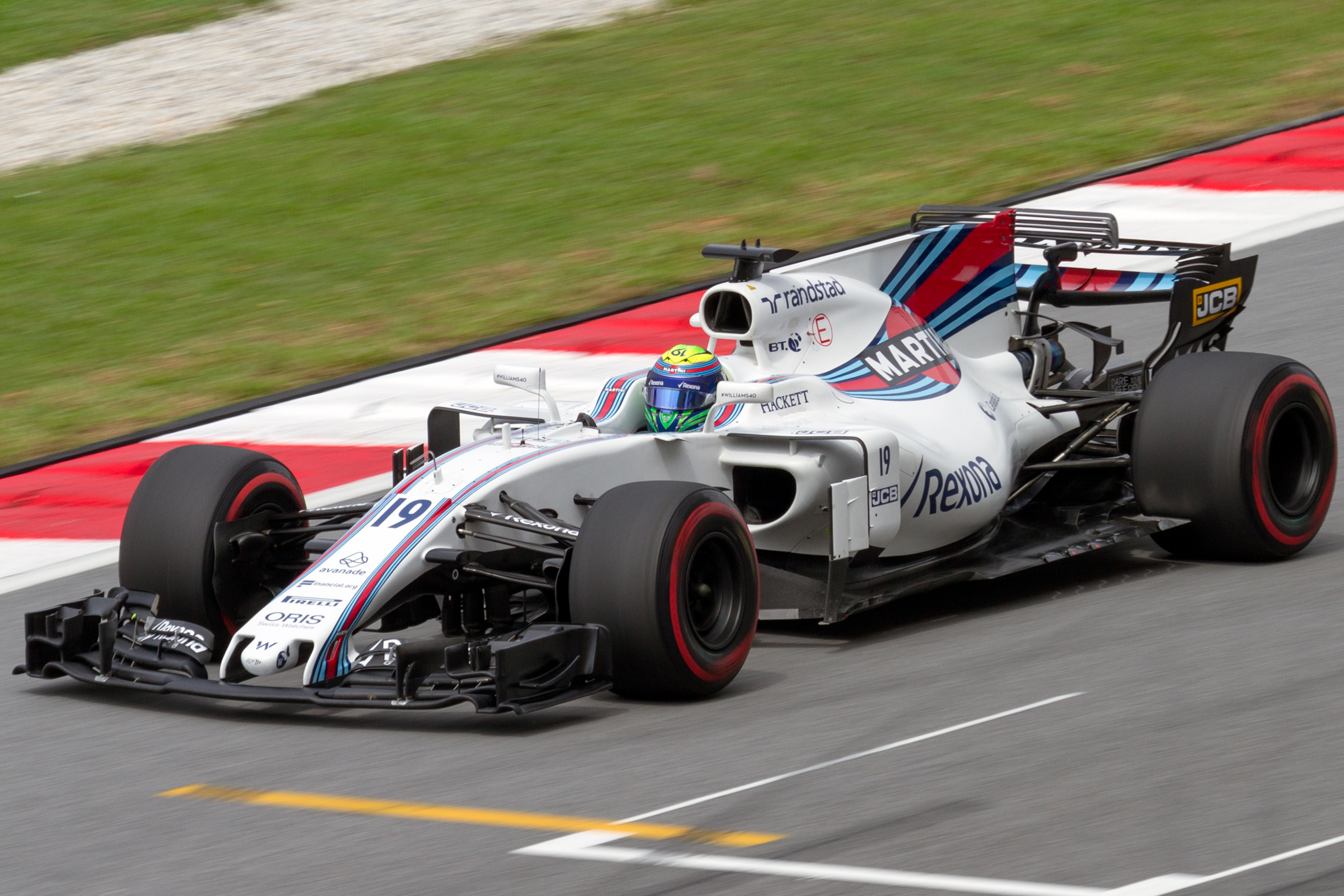
Felipe Massa en los libres del Gran Premio de Malasia de 2017

En 2017, Massa finalizó en zona de puntos en 13 de las 20 carreras del campeonato, con dos sextos puestos como mejores resultados en los Grandes Premios de Australia y de Baréin, terminó 11.º con 43 puntos en el campeonato, quedando por delante de su compañero Lance Stroll, que terminó 12.º con 40 puntos. El 4 de noviembre de 2017, Massa anunció su retirada definitiva de la Fórmula 1.

### Fórmula E
En abril de 2018, se anunció que Massa participaría en la temporada 2018-19 de la Fórmula E con el equipo Venturi durante tres años.

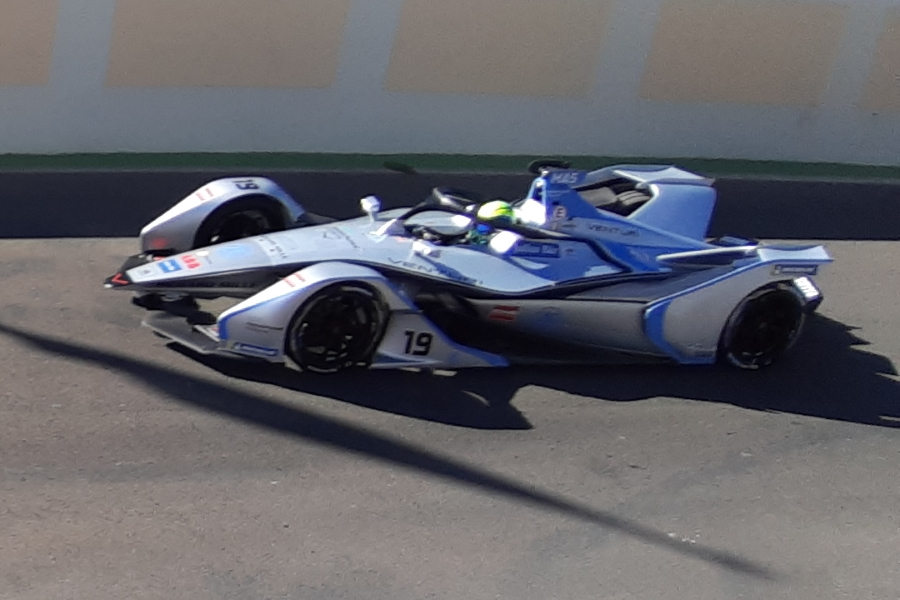
Felipe Massa en Fórmula E en 2018

Massa empezó la temporada de Fórmula E con un 17.º puesto, un 18.º y un abandono en el ePrix de Santiago donde abandonó por problemas de suspensión. En el ePrix de Mónaco consiguió su primer podio en Formula E, con un 3.º puesto. Finalizó en la posición 15.º del campeonato, un puesto por detrás de su coequipero Edoardo Mortara.
En la siguiente temporada, la que fue su última con el equipo, finalizó 22.º el campeonato con solo dos carreras dentro de los puntos. Anunció su desvinculación del equipo tras el Berlín ePrix.

## Vida personal
Desde 2007, Massa está casado con Anna Raffaela Bassi, con quien tiene un hijo, Felipinho, nacido el 30 de noviembre de 2009. Es católico.
Felipe Massa también es aficionado al fútbol, es seguidor del club São Paulo FC. También se ha declarado seguidor del club turco Fenerbahçe S.K.. En agosto de 2007, el brasileño declaró:

Zico fue mi ídolo de la infancia, Roberto Carlos es mi mejor amigo. Soy fan del Fenerbahçe, porque es como un equipo brasileño. Amo Turquía, ya que gané mi primera carrera allí, tiene un valor especial para mí.

## Resumen de carrera
| Temporada | Categoría                          | Equipo                    | Carreras          | Victorias         | Poles             | VR                | Podios            | Puntos            | Pos.              |
| --------- | ---------------------------------- | ------------------------- | ----------------- | ----------------- | ----------------- | ----------------- | ----------------- | ----------------- | ----------------- |
| 1998      | Fórmula Chevrolet Brasil           | ?                         | ?                 | ?                 | ?                 | ?                 | ?                 | ?                 | 5.º               |
| 1999      | Fórmula Chevrolet Brasil           | Team MasterCard           | 10                | 3                 | ?                 | ?                 | ?                 | ?                 | 1.º               |
| 2000      | Eurocopa de Fórmula Renault 2000   | Cram Competition          | 9                 | 3                 | ?                 | ?                 | 4                 | 140               | 1.º               |
| 2000      | Fórmula Renault 2000 Italiana      | Cram Competition          | 8                 | 4                 | 4                 | 3                 | 5                 | 147               | 1.º               |
| 2001      | Euro Fórmula 3000                  | Draco Junior Team         | 8                 | 6                 | 6                 | 5                 | 6                 | 60                | 1.º               |
| 2001      | Campeonato Europeo de Turismos     | Team Norauto              | 4                 | 0                 | 0                 | 0                 | 0                 | 71                | 23.º              |
| 2001      | 24 Horas de Sicilia                | Alfa Romeo                | 1                 | 0                 | 0                 | 0                 | 1                 | N/A               | 2.º               |
| 2002      | Fórmula 1                          | Sauber Petronas           | 16                | 0                 | 0                 | 0                 | 0                 | 4                 | 13.º              |
| 2003      | Fórmula 1                          | Scuderia Ferrari Marlboro | Piloto de pruebas | Piloto de pruebas | Piloto de pruebas | Piloto de pruebas | Piloto de pruebas | Piloto de pruebas | Piloto de pruebas |
| 2004      | Fórmula 1                          | Sauber Petronas           | 18                | 0                 | 0                 | 0                 | 0                 | 12                | 12.º              |
| 2005      | Fórmula 1                          | Sauber Petronas           | 19                | 0                 | 0                 | 0                 | 0                 | 11                | 13.º              |
| 2006      | Fórmula 1                          | Scuderia Ferrari Marlboro | 18                | 2                 | 3                 | 2                 | 7                 | 80                | 3.º               |
| 2007      | Fórmula 1                          | Scuderia Ferrari Marlboro | 17                | 3                 | 6                 | 6                 | 10                | 94                | 4.º               |
| 2008      | Fórmula 1                          | Scuderia Ferrari Marlboro | 18                | 6                 | 6                 | 3                 | 10                | 97                | 2.º               |
| 2009      | Fórmula 1                          | Scuderia Ferrari Marlboro | 10                | 0                 | 0                 | 1                 | 1                 | 22                | 11.º              |
| 2010      | Fórmula 1                          | Scuderia Ferrari Marlboro | 19                | 0                 | 0                 | 0                 | 5                 | 144               | 6.º               |
| 2011      | Fórmula 1                          | Scuderia Ferrari          | 19                | 0                 | 0                 | 2                 | 0                 | 118               | 6.º               |
| 2012      | Fórmula 1                          | Scuderia Ferrari          | 20                | 0                 | 0                 | 0                 | 2                 | 122               | 7.º               |
| 2013      | Fórmula 1                          | Scuderia Ferrari          | 19                | 0                 | 0                 | 0                 | 1                 | 112               | 7.º               |
| 2014      | Fórmula 1                          | Williams Martini Racing   | 19                | 0                 | 1                 | 1                 | 3                 | 134               | 7.º               |
| 2015      | Fórmula 1                          | Williams Martini Racing   | 19                | 0                 | 0                 | 0                 | 2                 | 121               | 6.º               |
| 2016      | Fórmula 1                          | Williams Martini Racing   | 21                | 0                 | 0                 | 0                 | 0                 | 53                | 11.º              |
| 2017      | Fórmula 1                          | Williams Martini Racing   | 20                | 0                 | 0                 | 0                 | 0                 | 43                | 11.º              |
| 2018      | Stock Car Brasil                   | Cimed Racing              | 2                 | 0                 | 0                 | 0                 | 0                 | 0                 | NC†               |
| 2018-19   | Fórmula E                          | Venturi Formula E Team    | 13                | 0                 | 0                 | 0                 | 1                 | 36                | 15.º              |
| 2019-20   | Fórmula E                          | ROKiT Venturi Racing      | 11                | 0                 | 0                 | 0                 | 0                 | 3                 | 22.º              |
| 2020      | Porsche Endurance Series           | ?                         | 3                 | 0                 | 0                 | 0                 | 0                 | 166               | 5.º               |
| 2021      | Stock Car Pro Series               | Lubrax Podium             | 24                | 0                 | 0                 | 0                 | 0                 | 88                | 24.º              |
| 2022      | Stock Car Pro Series               | Lubrax Podium             | 22                | 0                 | 0                 | 0                 | 0                 | 98                | 24.º              |
| 2023      | Stock Car Pro Series               | Lubrax Podium             | 24                | 2                 | 0                 | 0                 | 5                 | 224               | 10.º              |
| 2024      | Stock Car Pro Series               | TMG Racing                | 24                | 1                 | 0                 | 1                 | 7                 | 885               | 2.º               |
| 2024      | IMSA SportsCar Championship - LMP2 | Riley                     | 1                 | 0                 | 0                 | 0                 | 1                 | 328               | 39.º              |
| 2025      | Stock Car Pro Series               | TMG Racing                | Disputándose      | Disputándose      | Disputándose      | Disputándose      | Disputándose      | Disputándose      | Disputándose      |
| 2025      | IMSA SportsCar Championship - LMP2 | Riley                     | Disputándose      | Disputándose      | Disputándose      | Disputándose      | Disputándose      | Disputándose      | Disputándose      |
| Fuente:   |                                    |                           |                   |                   |                   |                   |                   |                   |                   |

- † Massa fue piloto invitado, no era apto para sumar puntos.

### Victorias en Fórmula 1
| N.º | Fecha                   | Gran Premio            | Parrilla | Total |
| --- | ----------------------- | ---------------------- | -------- | ----- |
| 3*  | 27 de agosto de 2006    | Gran Premio de Turquía | 1        | 11    |
| 3*  | 26 de agosto de 2007    | Gran Premio de Turquía | 1        | 11    |
| 3*  | 11 de mayo de 2008      | Gran Premio de Turquía | 1        | 11    |
| 2   | 15 de abril de 2007     | Gran Premio de Baréin  | 1        | 11    |
| 2   | 6 de abril de 2008      | Gran Premio de Baréin  | 2        | 11    |
| 2   | 22 de octubre de 2006   | Gran Premio de Brasil  | 1        | 11    |
| 2   | 2 de noviembre de 2008  | Gran Premio de Brasil  | 1        | 11    |
| 1   | 13 de mayo de 2007      | Gran Premio de España  | 1        | 11    |
| 1   | 22 de junio de 2008     | Gran Premio de Francia | 2        | 11    |
| 1   | 24 de agosto de 2008    | Gran Premio de Europa  | 1        | 11    |
| 1   | 7 de septiembre de 2008 | Gran Premio de Bélgica | 2        | 11    |

- (*) Posee más victorias en ese Gran Premio.

### Pole positionsen Fórmula 1
| N.º | Años             | Gran Premio             | Circuito                         | Total |
| --- | ---------------- | ----------------------- | -------------------------------- | ----- |
| 3*  | 2006, 2007, 2008 | Gran Premio de Turquía  | Circuito de Estambul             | 16    |
| 3   | 2006, 2007, 2008 | Gran Premio de Brasil   | Autódromo José Carlos Pace       | 16    |
| 2   | 2007, 2008       | Gran Premio de Malasia  | Circuito Internacional de Sepang | 16    |
| 1   | 2006             | Gran Premio de Japón    | Circuito de Suzuka               | 16    |
| 1   | 2007             | Gran Premio de Baréin   | Circuito Internacional de Baréin | 16    |
| 1   | 2007             | Gran Premio de España   | Circuito de Barcelona-Cataluña   | 16    |
| 1   | 2007             | Gran Premio de Francia  | Circuito de Nevers Magny-Cours   | 16    |
| 1   | 2008             | Gran Premio de Mónaco   | Circuito de Mónaco               | 16    |
| 1   | 2008             | Gran Premio de Europa   | Circuito urbano de Valencia      | 16    |
| 1   | 2008             | Gran Premio de Singapur | Circuito callejero de Marina Bay | 16    |
| 1   | 2014             | Gran Premio de Austria  | Red Bull Ring                    | 16    |

- (*) Piloto más efectivo en ese Circuito/Gran Premio.

### Vueltas rápidas en Fórmula 1
| N.º | Años       | Gran Premio              | Circuito                                               | Total |
| --- | ---------- | ------------------------ | ------------------------------------------------------ | ----- |
| 2   | 2006, 2007 | Gran Premio de España    | Circuito de Barcelona-Cataluña                         | 15    |
| 2   | 2007, 2008 | Gran Premio de Europa    | Nürburgring (2007), Circuito urbano de Valencia (2008) | 15    |
| 2   | 2006, 2011 | Gran Premio de Hungría   | Hungaroring                                            | 15    |
| 1   | 2007       | Gran Premio de Baréin    | Circuito Internacional de Baréin                       | 15    |
| 1   | 2007       | Gran Premio de Francia   | Circuito de Nevers Magny-Cours                         | 15    |
| 1   | 2007       | Gran Premio de Bélgica   | Circuito de Spa-Francorchamps                          | 15    |
| 1   | 2007       | Gran Premio de China     | Circuito Internacional de Shanghái                     | 15    |
| 1   | 2008       | Gran Premio de Japón     | Fuji Speedway                                          | 15    |
| 1   | 2008       | Gran Premio de Brasil    | Autódromo José Carlos Pace                             | 15    |
| 1   | 2009       | Gran Premio de Mónaco    | Circuito de Mónaco                                     | 15    |
| 1   | 2011       | Gran Premio de Australia | Circuito de Albert Park                                | 15    |
| 1   | 2014       | Gran Premio de Canadá    | Circuito Gilles Villeneuve                             | 15    |

## Resultados

### Euro Fórmula 3000
(Clave) (negrita indica pole position) (cursiva indica vuelta rápida)

| Año  | Equipo            | 1     | 2     | 3     | 4     | 5       | 6     | 7     | 8     | Pos. | Puntos |
| ---- | ----------------- | ----- | ----- | ----- | ----- | ------- | ----- | ----- | ----- | ---- | ------ |
| 2001 | Draco Junior Team | VLL 1 | PER 1 | MNZ 1 | DON 8 | ZOL Ret | IMO 1 | NÜR 1 | VAL 1 | 1.º  | 60     |

### Campeonato Europeo de Turismos
(Clave) (negrita indica pole position) (cursiva indica vuelta rápida)

| Año  | Equipo        | Automóvil      | 1     | 2     | 3     | 4     | 5     | 6     | 7     | 8     | 9     | 10    | 11    | 12    | 13    | 14    | 15    | 16    | 17       | 18      | 19      | 20        | Pos. | Puntos |
| ---- | ------------- | -------------- | ----- | ----- | ----- | ----- | ----- | ----- | ----- | ----- | ----- | ----- | ----- | ----- | ----- | ----- | ----- | ----- | -------- | ------- | ------- | --------- | ---- | ------ |
| 2001 | Team Nordauto | Alfa Romeo 156 | MNZ 1 | MNZ 2 | BRN 1 | BRN 2 | MAG 1 | MAG 2 | SIL 1 | SIL 2 | ZOL 1 | ZOL 2 | HUN 1 | HUN 2 | A1R 1 | A1R 2 | NÜR 1 | NÜR 2 | JAR 1 14 | JAR 2 6 | EST 1 5 | EST 2 Ret | 23.º | 71     |

### Fórmula 1
(Clave) (negrita indica pole position) (cursiva indica vuelta rápida)

| Año     | Escudería                 | 1       | 2       | 3       | 4      | 5       | 6       | 7       | 8       | 9       | 10      | 11      | 12      | 13      | 14      | 15      | 16      | 17      | 18      | 19     | 20      | 21    | Pos. | Puntos |
| ------- | ------------------------- | ------- | ------- | ------- | ------ | ------- | ------- | ------- | ------- | ------- | ------- | ------- | ------- | ------- | ------- | ------- | ------- | ------- | ------- | ------ | ------- | ----- | ---- | ------ |
| 2002    | Red Bull Sauber Petronas  | AUS Ret | MYS 6   | BRA Ret | SMR 8  | ESP 5   | AUT Ret | MON Ret | CAN 9   | EUR 6   | GBR 9   | FRA Ret | GER 7   | HUN 7   | BEL Ret | ITA Ret | USA     | JPN Ret |         |        |         |       | 12.º | 4      |
| 2004    | Red Bull Sauber Petronas  | AUS Ret | MYS 8   | BHR 12  | SMR 10 | ESP 9   | MON 5   | EUR 9   | CAN Ret | USA Ret | FRA 13  | GBR 9   | GER 13  | HUN Ret | BEL 4   | ITA 12  | CHN 8   | JPN 9   | BRA 8   |        |         |       | 12.º | 12     |
| 2005    | Sauber Petronas           | AUS 10  | MYS 10  | BHR 7   | SMR 10 | ESP 11† | MON 9   | EUR 14  | CAN 4   | USA DNS | FRA Ret | GBR 10  | GER 8   | HUN 14  | TUR Ret | ITA 9   | BEL 10  | BRA 11  | JPN 11  | CHN 6  |         |       | 13.º | 11     |
| 2006    | Scuderia Ferrari Marlboro | BHR 9   | MYS 5   | AUS Ret | SMR 4  | EUR 3   | ESP 4   | MON 9   | GBR 5   | CAN 5   | USA 2   | FRA 3   | GER 2   | HUN 7   | TUR 1   | ITA 9   | CHN Ret | JPN 2   | BRA 1   |        |         |       | 3.º  | 80     |
| 2007    | Scuderia Ferrari Marlboro | AUS 6   | MYS 5   | BHR 1   | ESP 1  | MON 3   | CAN DSQ | USA 3   | FRA 2   | GBR 5   | EUR 2   | HUN 13  | TUR 1   | ITA Ret | BEL 2   | JPN 6   | CHN 3   | BRA 2   |         |        |         |       | 4.º  | 94     |
| 2008    | Scuderia Ferrari Marlboro | AUS Ret | MYS Ret | BHR 1   | ESP 2  | TUR 1   | MON 3   | CAN 5   | FRA 1   | GBR 12  | GER 3   | HUN 17† | EUR 1   | BEL 1   | ITA 6   | SIN 13  | JPN 7   | CHN 2   | BRA 1   |        |         |       | 2.º  | 97     |
| 2009    | Scuderia Ferrari Marlboro | AUS Ret | MYS 9   | CHN Ret | BHR 14 | ESP 6   | MON 4   | TUR 6   | GBR 4   | GER 3   | HUN DNS | EUR     | BEL     | ITA     | SIN     | JPN     | BRA     | ABU     |         |        |         |       | 11.º | 22     |
| 2010    | Scuderia Ferrari Marlboro | BHR 2   | AUS 3   | MYS 7   | CHN 9  | ESP 6   | MON 4   | TUR 7   | CAN 15  | EUR 11  | GBR 15  | GER 2   | HUN 4   | BEL 4   | ITA 3   | SIN 8   | JPN Ret | RCO 3   | BRA 15  | ABU 10 |         |       | 6.º  | 144    |
| 2011    | Scuderia Ferrari Marlboro | AUS 7   | MYS 5   | CHN 6   | TUR 11 | ESP Ret | MON Ret | CAN 6   | EUR 5   |         |         |         |         |         |         |         |         |         |         |        |         |       | 6.º  | 118    |
| 2011    | Scuderia Ferrari          |         |         |         |        |         |         |         |         | GBR 5   | GER 5   | HUN 6   | BEL 8   | ITA 6   | SIN 9   | JPN 7   | RCO 6   | IND Ret | ABU 5   | BRA 5  |         |       | 6.º  | 118    |
| 2012    | Scuderia Ferrari          | AUS Ret | MYS 15  | CHN 13  | BHR 9  | ESP 15  | MON 6   | CAN 10  | EUR 16  | GBR 4   | GER 12  | HUN 9   | BEL 5   | ITA 4   | SIN 8   | JPN 2   | RCO 4   | IND 6   | ABU 7   | USA 4  | BRA 3   |       | 7.º  | 122    |
| 2013    | Scuderia Ferrari          | AUS 4   | MYS 5   | CHN 6   | BHR 15 | ESP 3   | MON Ret | CAN 8   | GBR 6   | GER Ret | HUN 8   | BEL 7   | ITA 4   | SIN 6   | RCO 9   | JPN 10  | IND 4   | ABU 8   | USA 12  | BRA 7  |         |       | 8.º  | 112    |
| 2014    | Williams Martini Racing   | AUS Ret | MYS 7   | BHR 7   | CHN 15 | ESP 13  | MON 7   | CAN 12† | AUT 4   | GBR Ret | GER Ret | HUN 5   | BEL 13  | ITA 3   | SIN 5   | JPN 7   | RUS 11  | USA 4   | BRA 3   | ABU 2  |         |       | 7.º  | 134    |
| 2015    | Williams Martini Racing   | AUS 4   | MYS 6   | CHN 5   | BHR 10 | ESP 6   | MON 15  | CAN 6   | AUT 3   | GBR 4   | HUN 12  | BEL 6   | ITA 3   | SIN Ret | JPN 17  | RUS 4   | USA Ret | MEX 6   | BRA DSQ | ABU 8  |         |       | 6.º  | 121    |
| 2016    | Williams Martini Racing   | AUS 5   | BHR 8   | CHN 6   | RUS 5  | ESP 8   | MON 10  | CAN Ret | EUR 10  | AUT 20† | GBR 11  | HUN 18  | GER Ret | BEL 10  | ITA 9   | SIN 12  | MYS 13  | JPN 9   | USA 7   | MEX 9  | BRA Ret | ABU 9 | 11.º | 53     |
| 2017    | Williams Martini Racing   | AUS 6   | CHN 14  | BHR 6   | RUS 9  | ESP 13  | MON 9   | CAN Ret | AZE Ret | AUT 9   | GBR 10  | HUN INJ | BEL 8   | ITA 8   | SIN 11  | MYS 9   | JPN 10  | USA 9   | MEX 11  | BRA 7  | ABU 10  |       | 11.º | 43     |
| Fuente: |                           |         |         |         |        |         |         |         |         |         |         |         |         |         |         |         |         |         |         |        |         |       |      |        |

### Fórmula E
(Clave) (negrita indica pole position) (cursiva indica vuelta rápida)

| Año     | Equipo                 | 1      | 2      | 3       | 4       | 5      | 6       | 7       | 8      | 9      | 10     | 11     | 12      | 13     | Pos. | Puntos |
| ------- | ---------------------- | ------ | ------ | ------- | ------- | ------ | ------- | ------- | ------ | ------ | ------ | ------ | ------- | ------ | ---- | ------ |
| 2018-19 | Venturi Formula E Team | ALD 17 | MAR 18 | SAN Ret | MEX 8   | HKG 5  | SNY 10  | ROM Ret | PAR 9  | MON 3  | BER 15 | BRN 8  | NYC 16† | NYC 16 | 15.º | 36     |
| 2019-20 | ROKiT Venturi Racing   | DIR 12 | DIR 19 | SAN 9   | MEX Ret | MAR 17 | BER Ret | BER NC  | BER 19 | BER 10 | BER 13 | BER 16 |         |        | 22.º | 3      |
| Fuente: |                        |        |        |         |         |        |         |         |        |        |        |        |         |        |      |        |

- † El piloto no finalizó la carrera, pero se clasificó al completar el 90 %.

## Otras competiciones

### Carrera de Campeones
Massa ha participado en tres ediciones de la Carrera de Campeones.
En su debut en 2004, perdió la primera ronda individual ante Michael Schumacher, mientras que alcanzó las semifinales de la Copa de las Naciones junto a Tony Kanaan.
En 2005, fue derrotado en semifinales individuales por Heikki Kovalainen, mientras que perdió en cuartos de final de la Copa de las Naciones junto a Nelson Piquet, Jr.
En 2015, perdió en segundo ronda individual ante David Coulthard, y en primera ronda de la Copa de las Naciones junto a Nelson Piquet, Jr.

### Desafío Internacional de las Estrellas
Desde 2005 hasta 2014, Massa organizó el Desafío Internacional de las Estrellas, una carrera de karting que atraía a los principales pilotos brasileños, así como a otras figuras destacadas del automovilismo internacional.
| Resultados | Resultados     | Resultados     | Resultados     | Resultados     | Resultados     |
| Año        | Parrilla       | Carrera 1      | Carrera 2      | Puntos         | Posición Final |
| ---------- | -------------- | -------------- | -------------- | -------------- | -------------- |
| 2005       | 5.º            | 3.º            |                | 31             | 3.º            |
| 2006       | 1.º            | 1.º            | 4.º            | 38             | 1.º            |
| 2007       | 3.º            | 7.º            | 3.º            | 24             | 5.º            |
| 2008       | 12.º           | 5.º            | 1.º            | 31             | 3.º            |
| 2009       | 18.º           | 3.º            | 1.º            | 36             | 2.º            |
| 2010       | 4.º            | 2.º            | 11.º           | 25             | 2.º            |
| 2011       | 4.º            | 3.º            | 4.º            | 29             | 2.º            |
| 2012       | No se disputó. | No se disputó. | No se disputó. | No se disputó. | No se disputó. |
| 2013       | 15.º           | 10.º           | 8.º            | 14             | 8.º            |
- Participaciones: 8 (2005-2011, 2013).
- Poles: 1.
- Victorias: 3.
- Podios: 8.
- Puntos: 228 pts.
- Subcampeonatos: 3 (2009, 2010, 2011).
- Terceras posiciones: 2 (2005, 2008)